# 터무니없는 전사 무테킹
터무니없는 전사 무테킹은 타츠노코 프로덕션에서 제작한 TV 애니메이션 시리즈이다. 1980년 9월 7일부터 1981년 9월 27일까지 후지 TV에서 방영되었다. 
대한민국에서는 《롤러왕 파이킹》이라는 제목으로 1994년 8월 26일부터 1994년 11월 2일까지 SBS에서 방영되었다.
2021년 가을에 《MUTEKING THE Dancing HERO》(무테킹 더 댄싱 히어로)의 타이틀로 리메이판이 방영될 예정이다.

## 등장인물
- 유키 린
- 타코로
- 쿠로타코 브라더스
- 타코키치
- 타코마로
- 타쿠사쿠
- 타코미
- 유키 소니
- 유키 단키치
- 미트치
- 유키 코하루